# Florence Griswold
Florence Ann Griswold (25 de diciembre de 1850 – 6 de diciembre de 1937) era una residente de Old Lyme, Connecticut, Estados Unidos, que se convirtió en el núcleo de la Colonia Artística de Old Lyme a principios del siglo XX. Desde entonces, su casa es la sede del Museo Florence Griswold, un Monumento Histórico Nacional.

## Biografía
Florence Griswold era la hija menor de Helen Powers Griswold y el capitán del barco Robert Harper Griswold. Como una de las familias más antiguas y ricas de Old Lyme, los Griswold disfrutaron de una vida privilegiada hasta que las dificultades económicas cambiaron la suerte de la familia. Helen decidió convertir el hogar de la familia en una escuela para señoritas y abrió la Escuela para niñas Griswold en 1878, donde enseñaba Florence, junto con su madre y dos hermanas. A lo largo de su vida, Florence continuaría teniendo dificultades financieras y, a fines de la década de 1890, se quedó sola en la casa familiar. Transformó la escuela en una pensión y comenzó a alquilar habitaciones por $7 por semana.
En 1899, el artista Henry Ward Ranger, que acababa de regresar de Europa e inspirado por el ejemplo de la comuna de Barbizon, alquiló una habitación a Griswold (a quien todavía se le llama cariñosamente 'Miss Florence' en Old Lyme) y animó a sus conocidos a hacer lo mismo. Más de 135 artistas estadounidenses se alojaron en la Casa Florence Griswold desde 1899 hasta la década de 1930 y pintaron paneles en las paredes o puertas de la casa. Más de 43 paneles adornan ahora la casa, con una concentración en el Comedor.
Childe Hassam llegó en 1903 y él, a su vez, invitó a Willard Leroy Metcalf, que llegó en 1905. Entre las mujeres artistas que se quedaron y pintaron en Miss Florence estaban Matilda Browne y las hermanas Lydia y Breta Longacre. Muchos otros pintores impresionistas estadounidenses veraneaban en la colonia, en la casa de Griswold, entre ellos Wilson Irvine, que llegó en 1914. Además, Edward Charles Volkert, que se hizo conocido como "pintor de ganado de Estados Unidos", y William Henry Howe, otro pintor de ganado, a quien se refirió como "tío" debido a su edad. Ellen Axson Wilson, primera esposa del presidente Woodrow Wilson, llegó como estudiante de arte y se hizo amiga de Griswold; en 1914 Griswold asistió a la boda de la hija del presidente Jessie Woodrow Wilson Sayre . Muchas pinturas impresionistas estadounidenses de la época son temas de la casa Griswold y sus alrededores.
Echando la vista atrás a esta era de prosperidad artística, Griswold comentó en 1937: "Verá, primero los artistas adoptaron Lyme, luego Lyme adoptó a los artistas, y ahora, hoy, Lyme y el arte son sinónimos".
Una parte de la tierra de Griswold fue comprada por la Asociación de Arte de Lyme en 1917 para poder construir una galería. Ella fue su primera directora cuando abrió en 1921.

## Museo de Florence Griswold
Harry Hoffman, residente de Old Lyme, ayudó a salvar la casa de Griswold a través de una campaña de recaudación de fondos para que pudiera convertirse en un museo. Primero llamada Casa Florence Griswold, ahora se conoce como el Museo Florence Griswold . Ubicada en 96 Lyme Street en Old Lyme, la casa fue declarada Monumento Histórico Nacional en 1993. En julio de 2007, el edificio volvió a abrir después de un proyecto de restauración de 14 meses.
El museo exhibe arte estadounidense y material histórico. Su colección abarca bellas artes, escultura, obras en papel, material de estudio de artistas, juguetes y muñecas, cerámica, muebles, textiles, artes decorativas y artefactos históricos, y los archivos de la Sociedad Histórica de Lyme.